# Lũng Cao
Lũng Cao là một xã thuộc huyện Bá Thước, tỉnh Thanh Hóa, Việt Nam.
Xã nằm cách thành phố Thanh Hóa khoảng 130 km về phía tây bắc. Đây là xã thuộc vùng lõi của Khu bảo tồn thiên nhiên Pù Luông và tiếp giáp với Khu bảo tồn thiên nhiên Ngọc Sơn-Ngổ Luông.

## Địa giới hành chính
Xã Lũng Cao nằm ở phía tây bắc của huyện Bá Thước.
- Phía đông giáp xã Ngổ Luông, huyện Tân Lạc, tỉnh Hòa Bình.
- Phía nam giáp các xã Cổ Lũng và Lũng Niêm, huyện Bá Thước, tỉnh Thanh Hóa.
- Phía tây giáp xã Thành Sơn, huyện Bá Thước, tỉnh Thanh Hóa.
- Phía bắc giáp xã Phú Lệ, huyện Quan Hóa, tỉnh Thanh Hóa và các xã Pù Bin, huyện Mai Châu, Bắc Sơn và Nam Sơn, huyện Tân Lạc, tỉnh Hòa Bình.

## Lịch sử hành chính

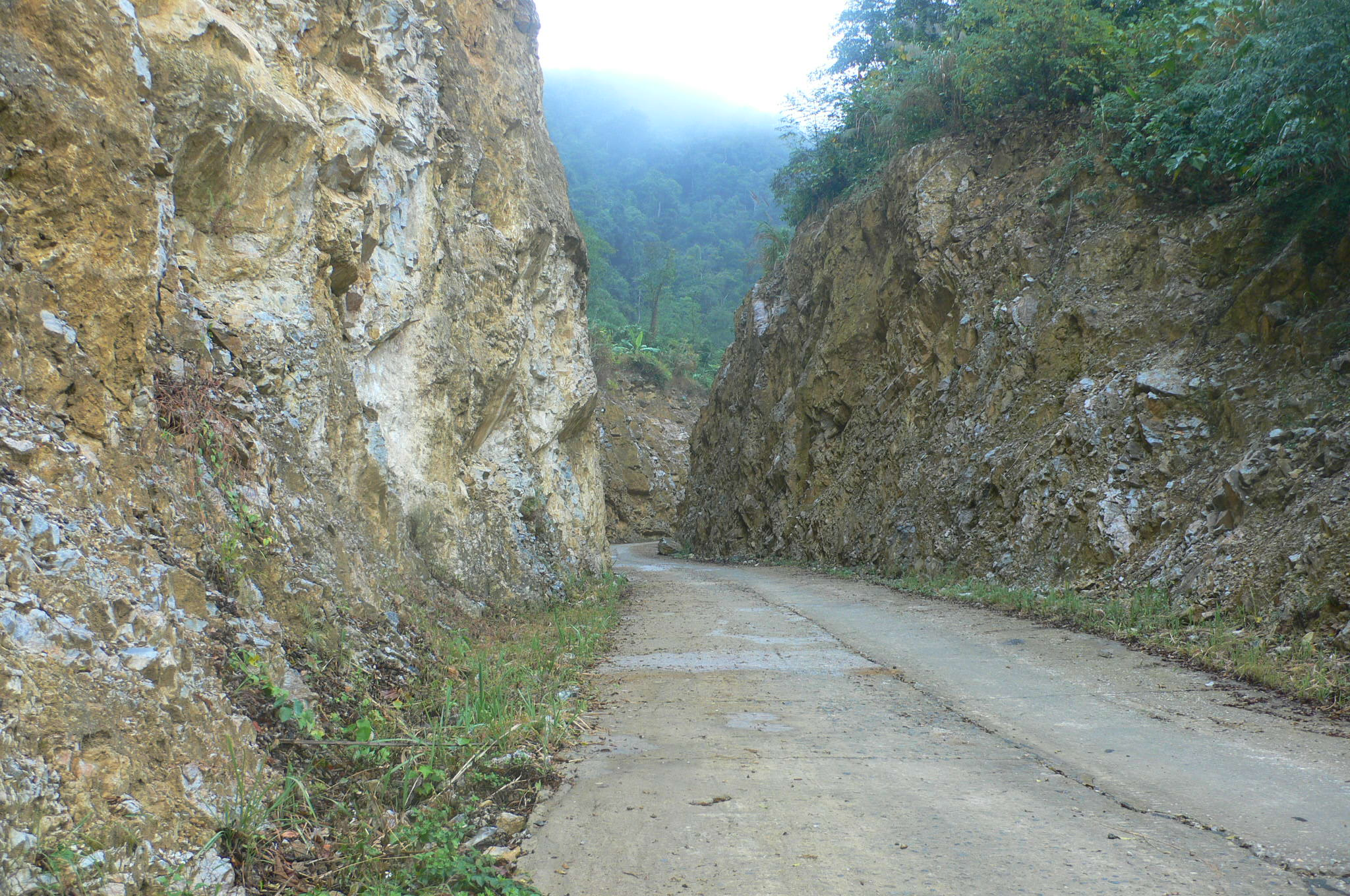
Tỉnh lộ 521C đoạn dẫn vào chòm Son Bá Mười.

Xã Lũng Cao vào thời Lê-Nguyễn là vùng đất thuộc huyện Cẩm Thủy, phủ Thiệu Thiên, Thanh Hóa. Đến năm Thành Thái thứ 14 (1902), thuộc tổng Cổ Lũng, châu Quan Hóa. Vào năm Khải Định thứ 10 (1925), tổng Cổ Lũng chuyển về châu Tân Hóa mới thành lập. Năm 1943, tổng Cổ Lũng nhập với tổng Thiết Ống thành một bang của châu Quan Hóa. Sau Cách mạng tháng Tám (1945), tổng Cổ Lũng thuộc châu Tân Hóa mới tái lập, đến tháng 11 năm 1945, châu Tân Hóa đổi thành châu Bá Thước theo tên của thủ lĩnh Cầm Bá Thước trong phong trào Cần vương.
Tháng 3 năm 1948, xã Lũng Cao lúc này là vùng đất thuộc xã Quốc Thành, huyện Bá Thước. Năm 1964, xã Quốc Thành được chia thành 5 xã là Lũng Niêm, Thành Sơn, Thành Lâm, Lũng Cao và Cổ Lũng, tên gọi Lũng Cao chính thức xuất hiện từ đây. Sau khi thành lập, xã Lũng Cao gồm các chòm: Kịt, Toong, Hoong, Pốn, Thành Công, Nửa, Hin, Trình, Cao, Bổ, Nậm Bá, Nậm Mười và Son.
Hiện nay xã Lũng Cao gồm các làng (thôn):
| STT | Tên làng (thôn) | Mã bưu chính |
| --- | --------------- | ------------ |
| 1   | Thôn Cao        | 448190       |
| 2   | Thôn Trình      | 448191       |
| 3   | Thôn Bố         | 448192       |
| 4   | Thôn Nủa        | 448193       |
| 5   | Thôn Pốn        | 448194       |
| 6   | Thôn Hin        | 448195       |
| 7   | Thôn Thành Công | 448196       |
| 8   | Thôn Bá         | 448197       |
| 9   | Thôn Mười       | 448198       |
| 10  | Thôn Son        | 448199       |
| 11  | Thôn Cao Hoong  | 448200       |
| 12  | Thôn Kịt        | 448201       |

## Dân cư
Cư dân xã Lũng Cao chủ yếu là người Thái và người Mường. Theo thống kê năm 1999, dân số toàn xã là 5.323 người. Năm 2006, xã Lũng Cao có 1.131 hộ với 5.228 người, tỷ lệ hộ đói nghèo còn tới 91,66 %.

## Tài nguyên
Theo bản đồ đất tỷ lệ 1/100.000 (năm 1984), vùng đất xã Lũng Cao, huyện Bá Thước thuộc đất đỏ vàng phát triển trên đá vôi hoặc sét vôi. Với bản đồ cùng tỷ lệ, năm 2000, sở Tài nguyên và Môi trường tỉnh Thanh Hóa đã xác định vùng đất này là đất xám feralit theo tiêu chuẩn FAO-UNESCO.
Khu vực hang Kịt, xã Lũng Cao có trữ lượng vàng sa khoáng khá lớn. Khi nạn đào đãi vàng trái phép diễn ra vào cuối thập niên 1980 và đầu thập niên 1990, hang Kịt từng là nơi trú ẩn và lộng hành của tướng cướp Hiền đầu bạc khét tiếng xứ Thanh.
Lũng Cao nằm trong Khu bảo tồn thiên nhiên Pù Luông, với hệ động vật và thực vật khá đa dạng.

## Kinh tế
Xã Lũng Cao là xã vùng cao khó khăn nhất của huyện Bá Thước. Kinh tế của xã còn nhiều khó khăn, cơ sở hạ tầng phát triển chậm, tỷ lệ hộ đói nghèo trên 90 %. Do địa hình hiểm trở, việc buôn bán, trao đổi nông sản và hàng hóa với các xã lân cận như xã Lũng Niêm, Bá Thước hay các xã Bắc Sơn, Nam Sơn, Ngổ Luông thuộc tỉnh Hòa Bình cũng không được thuận lợi.

## Du lịch

### Thắng cảnh Son Bá Mười

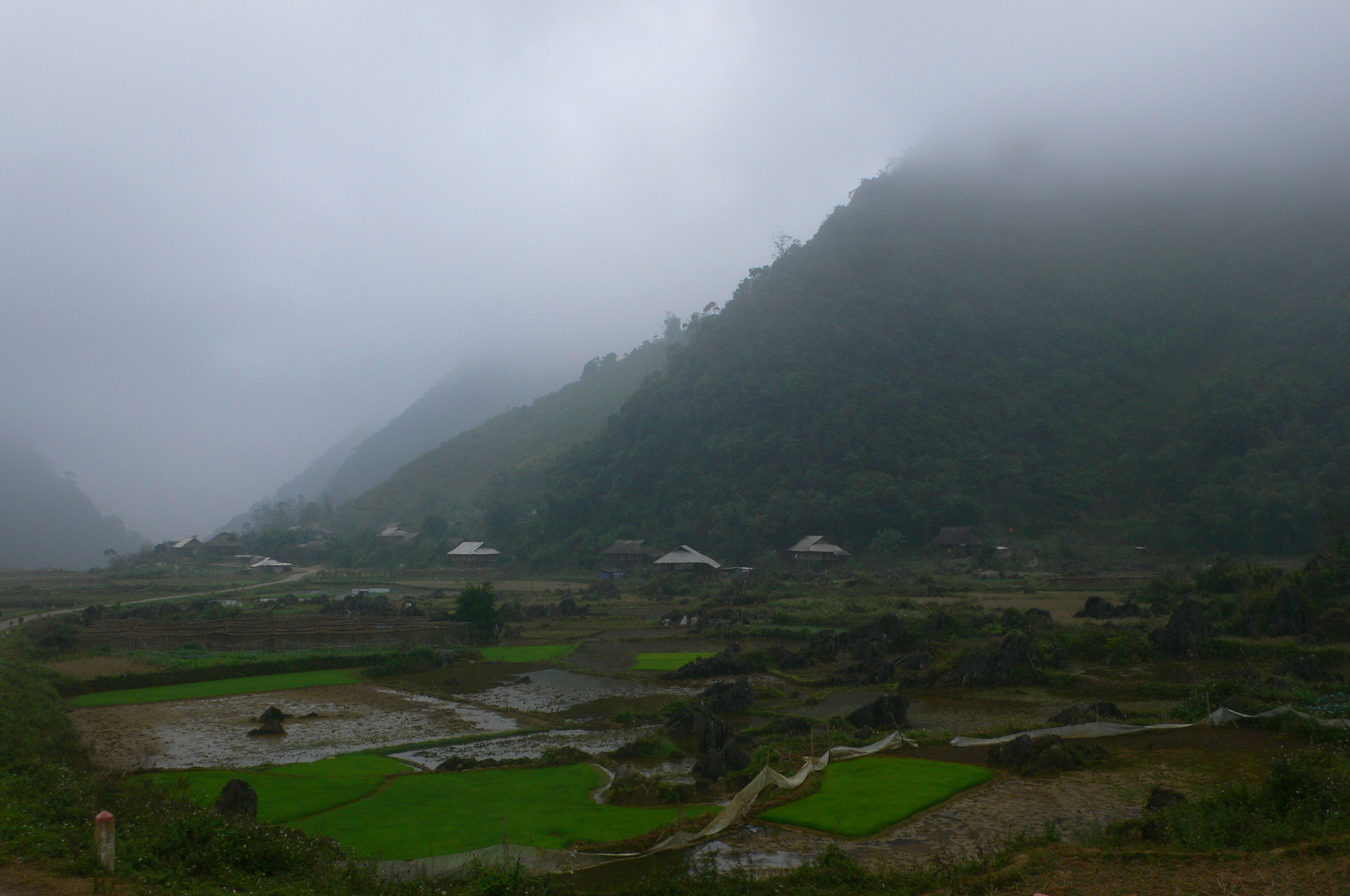
Mùa đông tại khu Son Bá Mười.

Thắng cảnh Son Bá Mười thuộc các chòm (bản): Son, Bá, Mười của xã Lũng Cao. Các bản này còn được gọi chung là khu Cao Sơn, nằm trong vùng lõi của Khu bảo tồn thiên nhiên Pù Luông, nơi có hệ sinh thái núi đá vôi thấp duy nhất tại miền Bắc Việt Nam với những cánh rừng nguyên sinh hàng ngàn năm tuổi. Son Bá Mười cũng tiếp giáp với Khu bảo tồn thiên nhiên Ngọc Sơn-Ngổ Luông của tỉnh Hòa Bình.
Son Bá Mười được người Thái khai phá từ cách đây khoảng 400 năm. Năm 2010, dân số cả ba bản là 721 người với 157 hộ, 95% là người Thái Đen. Tỉ lệ hộ đói nghèo tại ba bản năm 2006 là 100 %, năm 2010 là 87 %.
Son Bá Mười có khí hậu ôn hòa quanh năm, nhiệt độ trung bình trong năm từ 18-22 độ C, được ví như một Đà Lạt hay một Sa Pa thu nhỏ. Trước đây, thực dân Pháp từng có ý định xây dựng Cao Sơn thành khu nghỉ mát.
Trong tiết trời đông lạnh giá, những cây đào tự nhiên nở hoa rực trời, màu hoa phớt hồng rất đẹp. Nhà thơ Hà Nam Ninh từng viết:
Hoa đào nở rực mùa đông
Không tin anh thử lên Son mà tìm.
Son Bá Mười nằm trên đỉnh của dãy Pha Chiến, chạy song song với mạch núi Pù Luông - Cúc Phương hùng vĩ, có độ cao khoảng 1.180 m, gần như tách biệt hẳn với các làng bản khác dưới chân núi. Son Bá Mười được bao bọc bởi trùng điệp đồi, núi với những cái tên Pòng Mứu, Pòng Pa Kha, Pòng Pa Có, Phà Hé... do người dân đặt từ thuở khai làng.
Đường lên Son Bá Mười rất hiểm trở. Có thể lên Sơn Bá Mười theo hai đường: một đường từ trung tâm xã Lũng Cao và một đường vòng qua huyện Tân Lạc, tỉnh Hòa Bình. Năm 1972, một cán bộ chủ nhiệm Hợp tác xã làng Son từng gửi đơn lên Thủ tướng Phạm Văn Đồng đề nghị mở đường vào bản và nhập Son Bá Mười sang tỉnh Hòa Bình để tiện cho việc đi lại và giao lưu kinh tế, văn hóa (xã Lũng Vân trước cùng thuộc tổng Cổ Lũng với xã Lũng Cao, năm 1956 đã được chuyển từ huyện Bá Thước, Thanh Hóa sang huyện Tân Lạc, Hòa Bình, nay là các xã Lũng Vân, Bắc Sơn, Nam Sơn, huyện Tân Lạc). Hiện nay đã có đường giao thông từ Tân Lạc lên Son Bá Mười, còn đường giao thông từ trung tâm xã Lũng Cao lên Son Bá Mười cũng đang được thi công.
Người dân Son Bá Mười còn giữ được nhiều văn bản chữ Thái cổ.

### Hệ thống hang động tại bản Nủa
Tại bản Nủa có một hệ thống hang động khá kì vĩ.